# 周胜富
周胜富（?—?），太平天国将领。清代广西省人。
周胜富原来是典当商，胞弟周胜坤。早年参加拜上帝会。1851年参加金田起义。太平天国甲寅四年（1854年）春，周胜富担任将军，随曾锦谦守庐州。周胜坤战死，周胜富以兄长承袭弟弟官职，为夏官又正丞相，镇守江苏句容。